# Superjam
Superjam ist eine deutsche Reggae-Band.

## Geschichte
Die Band wurde 2007 vom Sänger, Gitarristen, Komponisten und Musikproduzenten Tommy Kaub in Frankenthal gegründet. Superjam präsentierten anfangs vor allem Lieder von Reggae-Musikern wie Bob Marley, Peter Tosh, UB40, Diana King, 10CC oder Inner Circle, ehe sie 2008 auch eigene Kompositionen dem Repertoire hinzufügten.
Ihr Debüt-Album rEvolution pARTy mit ausschließlich selbst komponierten Songs erschien im Juni 2012 im Eigenvertrieb. Nach den Rootmission-Festival-Tours 2013 und 2014 in vielen deutschen Großstädten begannen im Frühjahr 2015 die Aufnahmen für das zweite Studio-Album Root Mission, welches im Juni 2017 erschien und sowohl inhaltlich als auch musikalisch an das Erstlingswerk anschließt.
Sie absolvierten zahlreiche Auftritte, u. a. auf Festivals (Schlossgrabenfest, Sunrise Reggae & Ska Festival, Little Woodstock, Bangarang, Afrika-Tage Wien, Tropic Jam Festival) und in Musik-Clubs im In- und Ausland; 2019 touren sie zum 4. Mal in Folge durch UK und gastieren u. a. im legendären Hootananny Club in London-Brixton.

## Stil
Musikalisch lassen sich Superjam dem modernen Roots-Reggae zuordnen, mit einem Hauch Dub, Dancehall, Jazz und Rock. Singer/Songwriter Tommy Kaubs Stimme und Gitarrenspiel sind weitere Markenzeichen der Band, wie auch Sängerin Jay Gomes („Queen of Reggae“), die 2017 zur Band kam. Inhaltlich fallen sie durch anspruchsvolle, deutsche Texte mit oft politisch kritischem Inhalt auf. Superjam sehen sich auch dem Engagement für Frieden und Menschenrechte verpflichtet.

## Diskografie
- 2012: rEvolution pARTy (Album, Eigenveröffentlichung)
- 2015: Rootmission (Album, Eigenveröffentlichung)
- 2018: Deutscher Fussball (Single, Eigenveröffentlichung)